# Марципан (какаов продукт)
 Тази статия е за заместителя на шоколад.  За бадемовия крем вижте Марципан.  
Марципанът е сладкарско изделие, произвеждано в България като по-евтин и нискокачествен заместител на шоколада. Той се превръща в един от символите на провала на комунистическия режим в производството на потребителски стоки.
Марципанът се произвежда от отпадъчния твърд остатък от извличането на какаово масло от зърната какао, към който се добавя захар и различни други добавки. Производството му изглежда започва в Шоколадовата фабрика в Своге, която остава и неговият основен производител. Не е изяснено кога започва производството, но това става не по-късно от средата на 50-те години на XX век, като е възможно продуктът да е създаден и при дефицитите по време на Втората световна война. Не е ясна и причината продуктът да бъде наречен на бадемовия крем марципан.
Марципанът се използва за производство на имитации на шоколадови блокчета и шоколадови бонбони. Най-известни са блокчетата „Люлин“, при които към какаовата маса се добавя соево брашно и които са известни с особено неприятния си вкус. Други продукти са по-поносимите блокчета „Кума Лиса“ (с шипково брашно, масло и мляко) и шприцованите бонбони „Лилия“.